# Algernon Freeman-Mitford, I barone Redesdale
Algernon Bertram Freeman-Mitford, I barone Redesdale (24 febbraio 1837 – 17 agosto 1916), è stato un nobile, diplomatico e scrittore inglese.

## Biografia
Era il figlio di Henry Reveley Mitford, e di sua moglie, Lady Georgiana Jemima Ashburnham. Dalla parte di suo padre era un pronipote dello storico William Mitford. Mentre ai suoi antenati paterni venne tolto il titolo di lord, attraverso sua madre era nipote di George Ashburnham, III conte di Ashburnham. I suoi genitori si separarono nel 1840, quando Algernon aveva appena tre anni, e sua madre si risposò ad un certo Lord Molyneaux.

## Carriera
Nel 1858 entrò a far parte del Foreign Office e venne nominato terzo segretario presso l'ambasciata britannica a San Pietroburgo. Dopo il servizio nel Corpo Diplomatico a Pechino, si recò in Giappone come secondo segretario della legazione britannica, al momento dell'emozionante, ma difficile Restaurazione Meiji. Lì conobbe Ernest Satow e scrisse Tales of Old Japan (1871). Si dimise dalla carriera diplomatica nel 1873.
Fu deputato per il collegio di Stratford-on-Avon (1892-1896). Nel 1886, ereditò le tenute di campagna di suo cugino, John Freeman-Mitford, I conte di Redesdale. Secondo le sue volontà,  assunse, grazie a una licenza reale, il cognome aggiuntivo di Freeman. Fu nominato vice luogotenente per Gloucestershire e divenne un magistrato. Era un membro del Royal Yacht Squadron (1889-1914). Fu presidente della Royal Photographic Society (1910-1912). 
Fece ricostruire sostanzialmente Batsford House in stile feudale gotico-vittoriano, ma a un tale costo che dovette essere venduto entro pochi anni dalla sua morte. Venne acquistato da Lord Dulverton ed è ancora di proprietà dei suoi discendenti.
Nel 1902 venne nominato barone Redesdale. Nel 1906 accompagnò il principe Arturo in Giappone.

## Matrimonio
Sposò, il 31 dicembre 1874, Lady Clementina Gertrude Helen (1854-1932), figlia di David Ogilvy, X conte di Airlie. Ebbero nove figli:
- Frances Georgiana (20 novembre 1875-?), sposò Alexander Kearsey, non ebbero figli;
- Clement Bertram (14 dicembre 1876-13 maggio 1915), sposò Lady Helen Ogilvy, ebbero due figlie;
- David Freeman-Mitford, II barone Redesdale (13 marzo 1878-17 marzo 1958);
- Iris Elizabeth (28 febbraio 1879-1966);
- Bertram Freeman-Mitford, III barone Redesdale (2 giugno 1880-24 dicembre 1962);
- John Freeman-Mitford, IV barone Redesdale (31 gennaio 1885-31 dicembre 1963);
- Joan (17 ottobre 1887), sposò Denis Farrer, ebbero sette figli;
- Ernest Rupert (3 settembre 1895-7 agosto 1939), sposò Flora Napier, ebbero un figlio;
- Daphne (3 settembre 1895-1996), sposò George Bowyer, I barone Denham, ebbero tre figli.

## Ascendenza
|                                              |                                         |                                        | Genitori                              |  |  | Nonni |  |  | Bisnonni        |  |  | Trisnonni    |  |
|                                              |                                         |                                        |                                       |  |  |       |  |  | William Mitford |  |  | John Mitford |  |
|                                              |                                         |                                        |                                       |  |  |       |  |  | William Mitford |  |  | John Mitford |  |
|                                              |                                         | Philadelphia Reveley                   |                                       |  |  |       |  |  | William Mitford |  |  |              |  |
| Henry Mitford                                |                                         |                                        |                                       |  |  |       |  |  | William Mitford |  |  |              |  |
|                                              |                                         | Frances Molloy                         | James Molloy                          |  |  |       |  |  |                 |  |  |              |  |
|                                              |                                         | Frances Molloy                         | James Molloy                          |  |  |       |  |  |                 |  |  |              |  |
|                                              |                                         | Frances Molloy                         | Anne Pye                              |  |  |       |  |  |                 |  |  |              |  |
| Henry Reveley Mitford                        |                                         | Frances Molloy                         |                                       |  |  |       |  |  |                 |  |  |              |  |
|                                              |                                         | David Anstruther                       | Alexander Anstruther, IV lord Newark  |  |  |       |  |  |                 |  |  |              |  |
|                                              |                                         | David Anstruther                       | Alexander Anstruther, IV lord Newark  |  |  |       |  |  |                 |  |  |              |  |
|                                              |                                         | David Anstruther                       | Elizabeth Prince                      |  |  |       |  |  |                 |  |  |              |  |
| Mary Anstruther                              |                                         | David Anstruther                       |                                       |  |  |       |  |  |                 |  |  |              |  |
|                                              |                                         | Mary Donaldson                         | …                                     |  |  |       |  |  |                 |  |  |              |  |
|                                              |                                         | Mary Donaldson                         | …                                     |  |  |       |  |  |                 |  |  |              |  |
|                                              |                                         | Mary Donaldson                         | …                                     |  |  |       |  |  |                 |  |  |              |  |
| Algernon Freeman-Mitford, I barone Redesdale |                                         | Mary Donaldson                         |                                       |  |  |       |  |  |                 |  |  |              |  |
|                                              | John Ashburnham, II conte di Ashburnham | John Ashburnham, I conte di Ashburnham |                                       |  |  |       |  |  |                 |  |  |              |  |
|                                              | John Ashburnham, II conte di Ashburnham | John Ashburnham, I conte di Ashburnham |                                       |  |  |       |  |  |                 |  |  |              |  |
|                                              | John Ashburnham, II conte di Ashburnham | Jemima Grey                            |                                       |  |  |       |  |  |                 |  |  |              |  |
| George Ashburnham, III conte di Ashburnham   | John Ashburnham, II conte di Ashburnham |                                        |                                       |  |  |       |  |  |                 |  |  |              |  |
|                                              |                                         | Elizabeth Crowley                      | John Crowley                          |  |  |       |  |  |                 |  |  |              |  |
|                                              |                                         | Elizabeth Crowley                      | John Crowley                          |  |  |       |  |  |                 |  |  |              |  |
|                                              |                                         | Elizabeth Crowley                      | Theodosia Gascoyne                    |  |  |       |  |  |                 |  |  |              |  |
| Georgiana Ashburnham                         |                                         | Elizabeth Crowley                      |                                       |  |  |       |  |  |                 |  |  |              |  |
|                                              |                                         | Algernon Percy, I conte di Beverly     | Hugh Percy, I duca di Northumberland  |  |  |       |  |  |                 |  |  |              |  |
|                                              |                                         | Algernon Percy, I conte di Beverly     | Hugh Percy, I duca di Northumberland  |  |  |       |  |  |                 |  |  |              |  |
|                                              |                                         | Algernon Percy, I conte di Beverly     | Elizabeth Seymour, II baronessa Percy |  |  |       |  |  |                 |  |  |              |  |
| Charlotte Percy                              |                                         | Algernon Percy, I conte di Beverly     |                                       |  |  |       |  |  |                 |  |  |              |  |
|                                              |                                         | Isabella Susanna Burrel                | Peter Burrell                         |  |  |       |  |  |                 |  |  |              |  |
|                                              |                                         | Isabella Susanna Burrel                | Peter Burrell                         |  |  |       |  |  |                 |  |  |              |  |
|                                              |                                         | Isabella Susanna Burrel                | Elizabeth Lewis                       |  |  |       |  |  |                 |  |  |              |  |
|                                              |                                         | Isabella Susanna Burrel                |                                       |  |  |       |  |  |                 |  |  |              |  |